# And the Band Played Waltzing Matilda

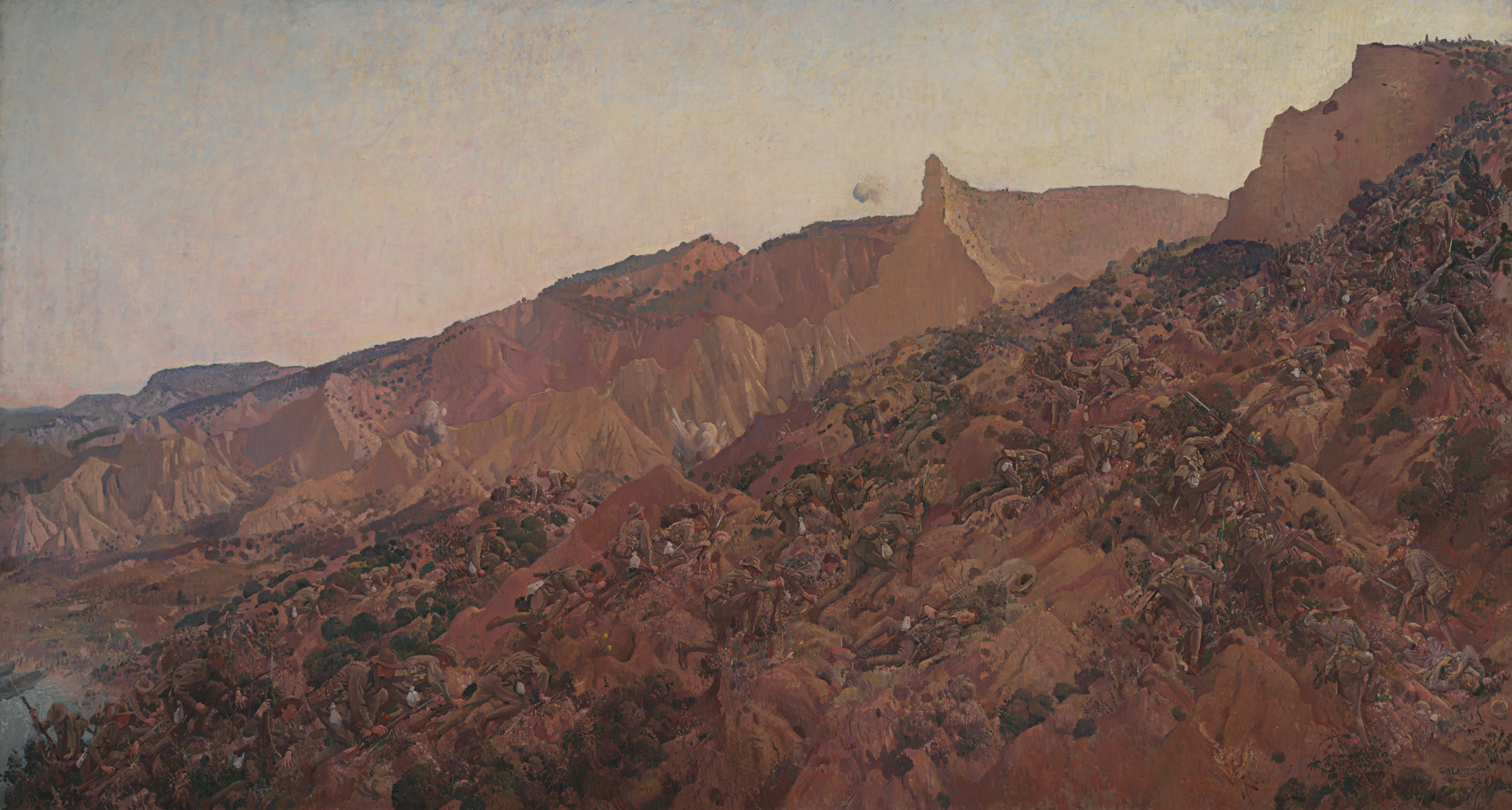
George Lambert: Anzac, přistání v roce 1915

And The Band Played Waltzing Matilda je píseň, kterou v roce 1971 napsal australský autor skotského původu Eric Bogle. Píseň popisuje tragédii australských a novozélandských vojáků (Australských a novozélandských armádních sborů – ANZAC), kteří padli během vylodění v zálivu Suvla v rámci bitvy o Gallipoli na začátku první světové války. Pravděpodobně nejznámější interpretace písně pochází od irské skupiny The Pogues a jejího zpěváka Shane MacGowana.